# Romanzado/Erromantzatua
Romanzado/Erromantzatua (spanisch Romanzado, baskisch Erromantzatua) ist eine Gemeinde (municipio) mit 191 Einwohnern (Stand: 2024) in der Autonomen Gemeinschaft Navarra. Die Gemeinde besteht aus den Ortschaften Arboniés, Berroya, Bigüézal, Domeño, Murillo-Berroya, Napal, Orradre und Usún sowie den Wüstungen Adansa und Iso. Der Verwaltungssitz befindet sich in Domeño.

## Lokale Situation
Romanzado/Erromantzatua liegt zu Füßen des Bergrückens Sierra de Leyre in einer Höhe von etwa 490 m. Der Aragón begrenzt die Gemeinde im Süden. Durch die Gemeinde führt die Autovía A-21. Pamplona liegt etwa 37 Kilometer westnordwestlich von Romanzado/Erromantzatua.